# Jordi Pujol i Soley
Jordi Pujol i Soley (ur. 9 lipca 1930 w Barcelonie) – przywódca Konwergencji Demokratycznej Katalonii (CDC) od 1974 do 2003, prezydent rządu regionalnego Katalonii – Generalitat de Catalunya między 1980 i 2003.

## Życiorys
Karierę polityczną rozpoczął w 1960, gdy za udział w protestach antyfrankistowskich został aresztowany, a następnie skazany na 7 lat więzienia jako osoba kierująca kampanią protestacyjną. Został uwolniony po 2 i pół latach, po którym zmienił front i działalność polityczną organizował pod hasłem „budowania kraju”. Miała ona na celu zwiększenie świadomości narodowej i założenie instytucji kulturowych i finansowych celem rozwoju Katalonii. W 1974 stanął na czele partii CDC (zarejestrowanej oficjalnie w 1978 po reformach politycznej i konstytucyjnej, które nastąpiły po śmierci Franco).
Został wybrany na szefa rządu katalońskiego po raz pierwszy w 1980, a następnie wybierany na kolejne kadencje w 1984, 1988, 1992, 1995 i 1999. Ostatecznie wycofał się z czynnego życia politycznego w 2003. Schedę po nim w partii objął Artur Mas.
Pujol posiada tytuł lekarza medycyny Uniwersytetu w Barcelonie. Od 1956 jest żonaty z Martą Ferrusola, mają siedmioro dzieci.
W 2005 został odznaczony Krzyżem Komandorskim z Gwiazdą Orderu Zasługi Rzeczypospolitej Polskiej.